# Département du Diamaré
Département du Diamaré är ett departement i Kamerun.   Det ligger i regionen Nordligaste regionen, i den norra delen av landet, 800 km norr om huvudstaden Yaoundé.